# 魏任 (北宋)
魏任（？—？），字亨之（一作享光），出生于福建沙县历东（今福建省三明市三元区列东街道），北宋政治人物。
魏任于元丰五年（1082年）考中进士，被授予两浙秀州海盐县（今属浙江省嘉兴市）县尉一职。后赴虔州（今属江西省赣州市），任节度推官，又担任过蕲州防御推官，虔州石城知县，处州知州、议郎和兵马都监等职务。